# 范奎
范奎（1422年—？），字景星，湖廣長沙府湘陰縣人，明朝政治人物。同進士出身。

## 生平
湖廣鄉試第二十六名。天順元年（1457年）丁丑科會試第一百六十二名，殿試登進士第三甲第二十六名。成化五年（1469年）任浙江溫州府知府。

## 家族
曾祖父范福陸。祖父范壽明。父亲范必道。